# Александровка (Киевская область)
Алекса́ндровка (укр. Олекса́ндрівка) — село в Мироновском районе Киевской области Украины.
Население по переписи 2001 года составляло 613 человек. Село занимает площадь 33,2 км².

## Историческая справка
Похилевич Л. И., Сказания о населенных местностях Киевской губернии»:
«К Богородичной церкви (с. Карапыши) приписана деревня Бутовка, недавно переименованная Александровкой. Она на левой стороне Расавы, в 2-х верстах от Карапышей Жителей об. пола 420.»

## Местный совет
Село Александровка — административный центр Александровского сельского совета.
Адрес местного совета: 08834, Киевская обл., Мироновский р-н, с. Александровка, ул. Ленина, 6.